# لوکوروکو
لوکوروکو (به انگلیسی: LocoRoco) یک بازی ویدئویی به سبک سکوبازی و معمایی است که توسط استودیو ژاپن توسعه یافته و به‌وسیله سونی کامپیوتر انترتینمنت در سال ۲۰۰۶ برای کنسول بازی دستی پلی‌استیشن همراه منتشر شده‌است.
لوکوروکو با میانگین امتیاز ۸۵٫۳۱ و ۸۳ از ۱۰۰ به ترتیب در وبگاه گیم‌رنکینگز و متاکریتیک قرار دارد. دنباله‌ای برای این بازی تحت عنوان لوکوروکو ۲ در سال ۲۰۰۸ عرضه شد. نسخهٔ بازسازی شده‌ای از این بازی در مه ۲۰۱۷ برای کنسول پلی‌استیشن ۴ در دسترس قرار گرفت.